# Pomnik Bartosza Głowackiego we Gdowie
Pomnik Bartosza Głowackiego – obelisk wzniesiony ku czci Bartosza Głowackiego we Gdowie w 109 rocznicę bitwy pod Racławicami.
Pomnik położony jest przy ulicy Myślenickiej, naprzeciw Szkoły Podstawowej. Postawiony staraniem Polskiego Towarzystwa Gimnastycznego Sokół. Obelisk został odnowiony w 170 rocznicę Powstania Kościuszkowskiego (1969).

## Opis pomnika
Obelisk w formie ostrosłupu wykonany jest z kamienia. Na ścianie frontowej orzeł metalowy i tablica z napisem "Cześć i chwała chłopu Polakowi Bartoszowi Głowackiemu bohaterowi z pod Racławic 1794-1903".
Na bocznych ścianach wykute napisy: "Wszystko Bogu i Ojczyźnie", "W jedności siła Narodu", "Prawdą i Pracą"..